# Св. св. Петър и Павел (Хисаря)
„Свети Петър и Павел“ е християнска църква в Хисаря, България, част от Софийско-пловдивската епархия на Римокатолическата църква. Църквата е енорийски храм на квартал Миромир.

## История на енорията
Сведения за първите католици в Южна България са от първия католически епископ Петър Солинат, който посещава село Даваджово в началото на XVII век и в отчета си е записал, че селото има 100 къщи, в една трета от които живеят католически семейства. През 1646 г. епископ Петър Богдан също посещава селото и е записал, че има 400 души католици.
След отделяне на Никополската епархия и прогонване на католиците от Чипровци извън пределите на българските земи, компактната маса вярващи от Софийската епархия е в Пловдивско. През 1708 г. архиепископ Павел Йошич пренася седалището си в Пловдивско и по-точно в Даваджово. Наименованието на епархията също е сменено на Софийско-Пловдивска. До 1838 г. центърът на епархията се мести между Даваджово и Калъчлии.
През 1742 г. епископ Никола Радовани в своя отчет до Конгрегацията на вярата в Рим съобщава: После отидох в Даваджово, два часа и половина далеч – покръстих 14, причестих 35, а намерих къщи 43, всичко 240 души.
Aрхиепископ Павел Йошич и епископ Петър Ковачев са погребани в Даваджово. През 1888 г. от Даваджово са изпратени мускали с розово масло на папа Лъв ХІІІ, по повод негов юбилей. В зак на благодарност е получена на 29 юли благодарствена папска грамота, която сега е експонат в музейната сбирка към храма. В началото на 1890-те е построена малка камбанария с камбани от Италия. През 1904 г. е псотроена сегашната камбанария.
През 1918 г. католиците в енорията наброяват около 550. Енорист е отец Козма Гюлов. През юни 1927 г. католиците в селото са 596.
Центърът на енорията е преименуван от Даваджово на Миромир през 1934 г. През 1971 г. селото е присъединено към град Хисаря.
През 2000-2001 г. енористът Франческо Анджелуджи преустроява стария енорийски дом в епархийски център за срещи и духовни дейности – вила „Сихем“. Отец Димитър Димитров е енорийски свещеник от есента на 2001 г. Той прави пълен ремонт на интериора на църквата и по-късно открива музейна сбирка. Закупен е нов имот и на 1 май 2004 г. е направена първата копка на новия храм „Светото семейство от Назарет“.
От 29 юни 2018 г. до 18 октомври 2020 г. енорист е отец Неделчо Начев, след него за енорията се грижи отец Ивелин Генов.

## Еронисти
- отец Антон Батор (-1623), приходящ от Пловдив
- отец Джакомо Хомодей (-1646), приходящ от село Калъчлий
- отец Атанас Радович (1647-1652) - първи постоянен енорист
- отец Тимотей от Дубровник (-1661)
- отец брат Ироним (1661-1669)
- отец брат Илия (1669-1677)
- отец брат Фабиан от Олово (1678)
- отец брат Блазио (-1685)
- отец Димитър Миркович (-1686)
- отец Стефан от Людбрег (1687-1707)
- отец Михаил Де Илия (1703-1707)
- архиепископ Павел Йозич (1708-1719), избрал за своя резиденция Даваджово
- отец Петър Милош (1721-1723)
- отец Никола Теодоров (1723-1737)
- отец Никола Бошкович (1737-1738)
- отец Никола Радовани (1742-1752)
- отец Никола Корци (1754-1755)
- отец Стефан Мартини (1755-1757)
- отец Павел Гайдаджийски (1757-1764), по-късно избран за епископ
- отец Петър Ковачев (1772-1795)
- отец Георги Тунов (1798-1802)
- отец Андрея Тунов (1802-1836)
- отец Матея Граф (1835-1837)
- отец Антоний Фишер (1837-1838)
- отец Петър Касев (1838-1849)
- отец Яко Яковски (1849)
- отец Йосиф Арабаджийски (1849)
- отец Серафим от Кастел Термине (1849-1850)
- отец Петър Арабаджийски (1850-1861)
- отец Людвиг Строци (1861-1867)
- отец Тобия Понори (1867-1868)
- отец Людвиг Строци (1868-1872)
- отец Лаврентий Местрели (1872-1873)
- отец Цицилио Бриньоне (1873)
- отец Павел Цакия (1873-1885)
- отец Амброзий Рончев (1885)
- отец Карл Тренто (1885-1890)
- отец Александър Драганчев (1890-1894)
- отец Петър Бегов (1894-1997)
- отец Евгени Райков (1897)
- отец Методи Лючков (1897-1903)
- отец Иосиф Начев (1903-1917)
- отец Антон Йовчев (1917-1918)
- отец Козма Гюлов (1918-1919)
- отец Ансекмо Бакърджийски (1919-1935)
- отец Лавтенти Стрехин (1935-1943)
- отец Павел Йотов (1943-1945)
- отец Козма Гюлов (1945-1948)
- отец Рафаил Станев (1948-1952)
- отец Петър Бегов (1952-1955)
- отец Августин Плачков (1955-1956)
- отец Кирил Тосков (1956-1959)
- отец Павел Гърков (1959-1973)
- отец Самуил Джундрин (1973), избран по-късно за епископ
- отец Лъв Рончев (1974)
- отец Станислав Танчев (1975)
- отец Тимотей Зайков (1976-1992)
- отец Франчешко Анджелуджи (1992-2001)
- отец Димитър Димитров (2001-2008)
- отец Милко Топалски (2008-2018)
- отец Неделчо Начев (2018-2020)
- отец Ивелин Генов (2020-)

## История на храма
През 1842 г. отец Петър Касей построява първата църква от плет, измазана с кал, летви и други подръчни материали. Тя е благословена на 17 септември 1844 г., след получаване на ферман от турското правителство, издействано от епископ Андреа Канова. През 1860-те отец Людвиг Строци построява нова църква с масивен градеж.
След Освобождението на България много жителите на католическите села, които са работели по турските чифлици, се прибират да живеят постоянно в родните си села. Появява се необходимост от по-големи църкви.
Настоящият храм е построен през 1882 г. от отец Павел Цакия (роден през 1835 г. в Италия, пристигнал в България през 1871 г.) и отец Карлос (роден през 1838 г. в Тренто, Италия, пристигнал в България през 1879 г.). По същото време е построен и енорийския дом.
Църквата и камбанарията са останали незасегнати от Чирпанското земетресение през 1928 г.
През 1968-1970 г. отец Павлин Гърков прави основен вътрешен ремонт на храма. Мазилката бива освежена и цялата църква е изографисана от художника Стоян Изов. Помощник през този период е отец Франц Нонов.
През месец юни 2004 г. в храма е подредена етнографска експозиция, която показва бита на населението от района и писмени документи от историята на енорията.
Храмов празник – 29 юни. Тогава се провежда и съборът на местното население.